# Panulirus polyphagus
Panulirus polyphagus är en kräftdjursart som först beskrevs av Herbst 1793.  Panulirus polyphagus ingår i släktet Panulirus och familjen Palinuridae. IUCN kategoriserar arten globalt som livskraftig. Inga underarter finns listade i Catalogue of Life.